# Habitatge al carrer Sant Antoni, 14 bis (Mataró)
L'Habitatge al carrer Sant Antoni, 14 bis és una obra de Mataró (Maresme) protegida com a Bé Cultural d'Interès Local.

## Descripció
Edifici de planta baixa i dues plantes pis. Forma conjunt amb la casa núm. 14bis. Presenta una porta i finestra en planta baixa, un balcó corregut fent partió amb la casa veïna i una finestra al primer pis i un balcó i finestra a la segona planta. L'edifici està coronat per una cornisa sobre la qual s'hi va afegir una planta reculada.
La façana està estucada a carreu lliscat en planta baixa, presenta dues franges esgrafiades amb elements florals a nivell dels forjats del primer i segon pis.